# رابطة منتجي النفط الإفريقية

الدول المنتجه للنفط الافريقيه

رابطة منتجي النفط الأفريقية (بالإنجليزية: African Petroleum Producers Association، اختصارًا: APPA. بالفرنسية: Association des pays africains producteurs de pétrole، بالبرتغالية: Associação de Produtores de Petróleo Africanos) هي منظمة للدول الأفريقية المنتجة للنفط. تأسست رابطة المنتجين في عام 1986، ويقع مقر الرابطة في عاصمة الكونغو برازافيل. نيجيريا قادت تأسيس الرابطة في محاولة منها لتخفيف اعتماد البلاد على التكنولوجيا الغربية والأسواق الغربية لعائدات تصدير النفط، وكان الهدف من تتكون الجمعية لتعزيز التعاون في مجال البحوث والتكنولوجيا والبتروكيماويات.
تضم الرابطة في عضويتها 16 دولة إفريقية هي: الجزائر، أنجولا، بنين، الكاميرون، الكونغو، جمهورية الكونغو الديمقراطية، كوت ديفوار، مصر، الجابون، غينيا الاستوائية، ليبيا، نيجيريا، جنوب أفريقيا، تشاد، موريتانيا، السودان. وتهدف إلى تنمية ودعم التعاون بين الدول الأعضاء في مختلف مراحل صناعة البترول ودعم المساعدات الفنية بين الدول الأعضاء ودعم التنسيق فيما يختص باستراتيجيات وسياسات التسويق بين الدول من خلال تبادل المعلومات التي تتعلق بأوضاع الطاقة وسياساتها بهدف تلبية احتياجاتهم من الطاقة.